# Eupithecia geiserata
Eupithecia geiserata là một loài bướm đêm trong họ Geometridae.